# Хоромы
Хоро́мы, хоро́ма, хоро́мина — жилые деревянные строения, просторный дом, обычно состоявший из отдельных строений, объёдинённых сенями и переходами на Руси. Каменные строения назывались палатами.
В разговорной речи хоромами обозначают богатый просторный дом, обширные помещения.

## Этимология
Слово «хоромы», вероятно, происходит от др.-вост.-слав. *хоrmъ — дом, защита; др.рус. хоромъ — дом, сени; ст.слав. храмъ — дом, храм, церковь; заимств. латыш. kārms — «постройка», родственно др.инд. harmyám — «крепость». Д. Н. Ушаков указывает на заимствование из польского chalupa.
Также весьма вероятна связь с древнегреческим словом οχύρωμα (охурома), которым называли качественные строения, укрепленные места и крепости. 
Маловероятна связь*хоrmъ с греч. χηραμός («дыра», «убежище»), с араб. ḥаrаm‎(«священная часть дома», откуда «гарем»), с тюркскими kurum, korum («сарай, навес», «защита, лагерь», «установка») или с хетт. karimmi («храм»).
Уничижительный вариант слова — «хоромишко». Производные слова: хоромный лес — строевой; хоромник, хоромщик, хоромный плотник — строитель, рубщик.

## Устройство
Прототипом хором в X веке была клеть, которая, смотря по назначению, получала различные наименования. Если клеть ставилась на подклети (нижнем ярусе клети), то называлась горницей. Подклети или мшанники представляли собой кладовые, людские и т. п. Иногда несколько клетей связывались сенями и назывались двойнями, тройнями и т. д.
В более богатых хоромах горница соединялась сенями с повалушею, которая всегда ставилась особняком от жилых хором и соединялась с ними сенями — крытым переходом. Служила повалуша для приёмов гостей. Кроме горницы и повалуши, в состав старинных хором входили ещё светлицы и сенники (холодные покои, где между прочим устраивалась брачная постель).
Основное жильё (клеть) распространялось ещё, смотря по надобности, прирубами, пристелами, придельцами, присеньями, задцами и т. п.
В состав хором входили также и дворовые постройки: погреба с погребищами, бани с предбаньями, хлевы, амбары и прочее. В богатой лесом Северной Руси рано замечаются хоромы в два яруса. Лицевая сторона многих древних хором состояла из трёх самостоятельных частей: посередине находились сени, с одной стороны которых были покоевые горницы, а с другой — горницы приёмные.
Над сенями даже в бедных хоромах (приблизительно с конца XIII века) строилась вышка, а у богатых — непременно терем, иначе называемый «чердаком» (с светлыми косящатыми окнами на все четыре стороны).

## Архитектура и интерьер
Богатые хоромы ставились большей частью посреди двора; переднее крыльцо выдвигалось на середину же переднего двора, занимая место между входом в хоромы и воротами двора.
При постройке хором не соблюдалось никакого плана или симметрии; по-видимому, в своеобразности частей, в их разновидности и самостоятельности и заключалась, по понятиям старинных русских зодчих, красота хором. Для внешнего украшения хором с особой заботливостью возводили кровли, двускатные в простых клетях и избах, но у богатых обыкновенно в четыре ската, соединявшихся в вершине в острую верхушку пирамиды; последняя, смотря по своему облику, называлась колпаком, палаткою, скирдом и епанчею. Особенно высокие кровли ставились на теремах (назывались шатром и бочкой), на сенях и на крыльцах. Покрывались кровли обыкновенно тёсом (по старинному лемехом) и полицею. Предметом украшения хором служили также окна «с резьбой».
Внутри хором стены обшивались большей частью тёсом, тщательно выстроганным; в брусяных хоромах выскабливались стенные и потолочные брусья. Это был «наряд» простой, плотничий; в позднейшее время и у более богатых существовал ещё «наряд шатёрный», состоявший из уборки комнат сукнами и другими тканями, а с конца XVIII века — и «шпалерами» — заграничными ткаными обоями. В этот же «наряд» входили также столярная резьба (подволоков — потолков, наличников) и стенное и подволочное письмо. Так же точно строились и украшались и великокняжеские царские дворы и дворцы, не только деревянные, но и каменные (с XVII века), и отличавшиеся от остальных хором лишь большей обширностью и приспособленностью.

## Пословицы
Понятие нашло отражение в устном творчестве:
- Чей двор, того и хоромы.
- Бабьи хоромы недолго стоят.
- Хоромы кривые, сени лубяные, слуги босые, собаки борзые.
- Залетела ворона в боярские (в высокие) хоромы. — Не в своё место, не по достоинству почёт.
- Залетела ворона в царские хоромы: почёту много, а полёту нет.
- Хотя веселы хоромы, да не больно здоровы.
- Крытая хоромина не каплет.
- В пустую хоромину вор не подламывается.
- Не слушай тепла, хоромина (топись).
- Ведают о Ерёме в большой хороме.
- Велика хоромина, да пуста.
- Хороши хоромы, да нет обороны.